# Georgia O'Keeffe – torzo
Georgia O'Keeffe – torzo (anglicky: Georgia O'Keeffe - Torso, také známá jako Georgia O'Keeffe - Nude), je černobílá fotografie, kterou pořídil Alfred Stieglitz v roce 1918. Je to jedna ze souboru více než 300 fotografií jeho budoucí manželky, malířky Georgie O'Keeffeové, kterou pořídil.

## Historie a popis
Stieglitz pořídil desítky portrétních snímků O'Keeffeové, včetně jejích rukou a nahého trupu. Fotografie zachycuje její obnažený trup při pohledu zespodu, s pažemi pouze částečně viditelnými a bez zobrazené hlavy. Torzo se zvednutými pažemi a svalnatými stehny má sochařskou kvalitu, která se zdá být ovlivněna Augustem Rodinem, jehož dílo Stieglitz dobře znal a vystavil se spolkem Fotosecese.
Torzo bylo na výstavě Stieglitzových děl v Anderson Galleries v New Yorku, kde představil fotografie několika částí těla O'Keeffeové, což mělo zvláštní dopad. Herbert Seligmann napsal, že „Ruce, nohy, ruce a prsa, trupy, všechny části a postoje lidského těla viděné s vášní zjevení, vyvolaly úžasný účinek na zástupy, které putovaly dovnitř a ven z místností“.

## Trh s uměním
Tisk této fotografie se 14. února 2006 prodal v aukční síni Sotheby's v New Yorku za 1 360 000 amerických dolarů, což z ní činí druhou nejdražší cenu, kterou Stieglitzova fotografie dosáhla.

## Veřejné sbírky
Tisky Torza jsou v několika veřejných sbírkách, jako například: Metropolitní muzeum umění, New York, Národní galerie ve Washingtonu, Washington, DC, Institut umění v Chicagu, Muzeum J. Paula Gettyho, Los Angeles, a Muzeum Orsay, v Paříži.